# Фордо
Фордо (или Фордоу) — иранский завод по обогащению урана. Построен недалеко от города Кум, находящегося в 150 километрах к югу от Тегерана. Согласно официальной версии Тегерана, обогащение урана будет производиться до уровня 60 % в целях получения ядерного топлива и использования в медицинских и исследовательских целях. Однако международное сообщество опасается того, что обогащаться уран будет до оружейного уровня 95 %

## История строительства
Тайно был построен в 2006 году, на базе Корпуса стражей исламской революции. В 2009 году, после раскрытия объекта западными разведслужбами, Иран публично признал его существование. Известна лишь примерная дата окончания установки последних из 2840 центрифуг: октябрь 2012 года. Официальный запуск был произведён 9 января 2012 года. 
Завод в пиковый период включал 16 каскадов и около 3000 центрифуг, обогащавших уран до 5 %, а к 2011 году — свыше 20 %. В ноябре 2022 года Иран заявил что приступил к обогащению урана на объекте до 60 %. Во время внезапной инспекции МАГАТЭ в январе 2023 года, эксперты нашли нарушения ядерной сделки: на заводе были установлены каскады центрифуг способные обогащать уран до 60 %. 

## Устройство
Почти вся информация по заводу засекречена, основная её часть становится известна общественности из данных западной и израильской разведки. 
Завод расположен на глубине 80—90 метров под скальными породами и состоит из двух основных туннелей, в которых размещаются центрифуги для обогащения урана, а также из сети более мелких туннелей. Завод защищён кольцом ограждения и имеет единственный вход через КПП, предположительно, существует ещё шесть входных туннелей, которые ведут в подземную часть завода. Над землёй находится одно большое и видимое с воздуха вспомогательное здание, от которого проложена дорога к вспомогательному объекту.

## Происшествия
28 января 2013 года мировые СМИ опубликовали информацию о взрыве на заводе Фордо, произошедшем примерно за неделю до появления информации. Согласно данным, взрыв причинил значительный ущерб, кроме того, часть персонала была заблокирована. Официальные власти отрицают факт какой бы то ни было чрезвычайной ситуации, эвакуация жителей окрестных селений и городов не проводилась. Однако некоторые СМИ сообщали о перекрытии дорог в районе объекта Фордо. Также появилась информация о том, что это могла быть диверсия.

### Бомбардировка
22 июня 2025 года, на фоне израильской военной операции «Народ как лев», США нанесли удар по иранским ядерным объектам, в том числе по заводу Фордо. При нанесении удара были задействованы американские стратегические бомбардировщики B-2 Spirit, которые сбросили 12 противобункерных авиабомб GBU-57 на объект в Фордо, и ещё две на ядерный объект в Натанзе, кроме того 30 ракет «Томагавк» были запущены с подводных лодок типа «Огайо». По некоторым оценкам, удары не смогли уничтожить завод в Фордо, а только замедлили иранскую ядерную программу на пару месяцев. По заявлению президента США Трампа, израильские спец-агенты побывали на объекте и обнаружили что он полностью разрушен.